# Строков, Иван Александрович
Иван Александрович Строков — советский хозяйственный, государственный и политический деятель.

## Биография
Родился в 1928 году. Член КПСС.
До 1974 — работник плановых органов, секретарь парткома Госплана РСФСР.
В 1974—1979 — заведующий отделом плановых и финансовых органов Московского городского комитета КПСС.
В 1979—1985 — первый секретарь Кировского районного комитета КПСС города Москвы.
За разработку и внедрение территориальной системы комплексного экономического и социального планирования развития городов Москвы, Ленинграда и Ленинградской области был в составе коллектива удостоен Государственной премии СССР в области науки и техники 1980 года.
С 1991 — персональный пенсионер союзного значения
Делегат XXVI съезда КПСС.
Жил в Москве.

## Награды
- Орден Знак Почёта (1971, 1976)